# Шенай Перрі
Шенай Перрі (англ. Shenay Perry; нар. 6 липня 1984) — колишня американська тенісистка.
Найвищу одиночну позицію світового рейтингу — 40 місце досягла 28 серпня, 2006, парну — 97 місце — 8 грудня, 2003 року.
Здобула 9 одиночних та 7 парних титулів.
Найвищим досягненням на турнірах Великого шолома було 4 коло в одиночному розряді.
Завершила кар'єру 2010 року.

## Фінали ITF

### Одиночний розряд: 10 (9–1)
| Легенда          |
| ---------------- |
| турніри $100,000 |
| турніри $75,000  |
| турніри $50,000  |
| турніри $25,000  |
| турніри $10,000  |

| Фінали за покриттям |
| ------------------- |
| Тверде (8–1)        |
| Ґрунт (1–0)         |
| Трава (0–0)         |
| Килим (0–0)         |

| Результат | Ранг | Дата              | Турнір              | Покриття   | Суперниця            | Рахунок       |
| --------- | ---- | ----------------- | ------------------- | ---------- | -------------------- | ------------- |
| Перемога  | 1.   | 2 березня 2003    | ITF Сент-Пол, США   | Тверде (i) | Марія Венто-Кабчі    | 6–2, 6–4      |
| Перемога  | 2.   | 6 липня 2003      | ITF Лос-Гатос, США  | Тверде     | Амбер Лю             | 6–0, 7–5      |
| Поразка   | 1.   | 3 серпня 2003     | ITF Луїсвілл, США   | Тверде     | Крістіна Бранді      | 6–3, 4–6, 4–6 |
| Перемога  | 3.   | 4 жовтня 2004     | ITF Трой, США       | Тверде     | Марія Емілія Салерні | 6–2, 6–2      |
| Перемога  | 4.   | 24 жовтня 2004    | ITF Кері, США       | Тверде     | Келлі Маккейн        | 4–6, 6–4, 7–5 |
| Перемога  | 5.   | 14 листопада 2004 | ITF Піттсбург, США  | Тверде (i) | Софія Арвідссон      | 6–2, 6–1      |
| Перемога  | 6.   | 5 березня 2006    | ITF Лас-Вегас, США  | Тверде     | Емма Лайне           | 6–1, 6–4      |
| Перемога  | 7.   | 19 жовтня 2008    | ITF Лоренсвілл, США | Тверде     | Джулія Дітті         | 6–1, 6–3      |
| Перемога  | 8.   | 26 квітня 2009    | ITF Дотан, США      | Ґрунт      | Карлі Галліксон      | 4–6, 6–1, 6–3 |
| Перемога  | 9.   | 27 вересня 2009   | ITF Альбукерке, США | Тверде     | Барбора Стрицова     | 7–5, 6–2      |

### Парний розряд: 13 (7–6)
| Легенда          |
| ---------------- |
| турніри $100,000 |
| турніри $75,000  |
| турніри $50,000  |
| турніри $25,000  |
| турніри $10,000  |

| Фінали за покриттям |
| ------------------- |
| Тверде (6–6)        |
| Ґрунт (1–0)         |
| Трава (0–0)         |
| Килим (0–0)         |

| Результат | Ранг | Дата              | Турнір              | Покриття   | Партнерка           | Суперниці                          | Рахунок             |
| --------- | ---- | ----------------- | ------------------- | ---------- | ------------------- | ---------------------------------- | ------------------- |
| Перемога  | 1.   | 6 жовтня 2001     | ITF Авентюра, США   | Ґрунт      | Міранджела Моралес  | Несса Етьєнн Катерина Афіногенова  | w/o                 |
| Поразка   | 1.   | 8 червня 2002     | ITF Гілтон-Гед, США | Тверде     | Міранджела Моралес  | Ліза Андріяні Вукірасіх Савондарі  | 2–6, 1–6            |
| Поразка   | 2.   | 18 січня 2003     | ITF Бока-Ратон, США | Тверде     | Людмила Скавронська | Сандра Качіч Соня Джеясілан        | 5–7, 2–6            |
| Перемога  | 2.   | 25 січня 2003     | ITF Фуллертон, США  | Тверде     | Бетані Маттек-Сендс | Елізабет Шмідт Анаушкка Ван Ексел  | 6–3, 6–2            |
| Поразка   | 3.   | 8 лютого 2003     | ITF Мідленд, США    | Тверде     | Бетані Маттек-Сендс | Терін Ешлі Абігейл Спірс           | 1–6, 6–4, 4–6       |
| Поразка   | 4.   | 5 липня 2003      | ITF Лос-Гатос, США  | Тверде     | Таннер Кокрен       | Хісамацу Сіхо Йосіда Юка           | 4–6, 6–3, 2–6       |
| Поразка   | 5.   | 2 серпня 2003     | ITF Луїсвілл, США   | Тверде     | Таннер Кокрен       | Джулія Дітті Ліза Макші            | 6–7(4), 7–6(6), 3–6 |
| Перемога  | 3.   | 4 жовтня 2003     | ITF Трой, США       | Тверде     | Бетані Маттек-Сендс | Ліндсей Лі-Вотерс Петра Рампре     | 6–2, 2–6, 6–4       |
| Перемога  | 4.   | 15 листопада 2003 | ITF Юджин, США      | Тверде     | Терін Ешлі          | Аліна Жидкова Тетяна Пучек         | 3–6, 6–2, 6–4       |
| Поразка   | 6.   | 2 жовтня 2004     | ITF Трой, США       | Тверде     | Бетані Маттек-Сендс | Терін Ешлі Лора Гренвілл           | 6–2, 0–3 ret.       |
| Перемога  | 5.   | 18 січня 2008     | ITF Серпрайз, США   | Тверде     | Карлі Галліксон     | Марія Фернанда Алвеш Бетіна Хосамі | 6–4, 7–5            |
| Перемога  | 6.   | 2 лютого 2008     | ITF Ла-Квінта, США  | Тверде     | Карлі Галліксон     | Анжеліка Бахманн Тетяна Лужанська  | 6–1, 6–4            |
| Перемога  | 7.   | 9 лютого 2008     | ITF Мідленд, США    | Тверде (i) | Ешлі Гарклроуд      | Суріна Де Беер Фудзівара Ріка      | 3–6, 6–4, [10–6]    |